# Ondina Valla
Trebisonda Valla, detta Ondina (Bologna, 20 maggio 1916 – L'Aquila, 16 ottobre 2006), è stata un'ostacolista e velocista italiana, campionessa olimpica degli 80 metri ostacoli ai Giochi di Berlino 1936, nonché prima donna italiana a vincere una medaglia d'oro ai Giochi olimpici.

## Biografia
L'originale nome Trebisonda fu scelto dal padre come omaggio all'omonima città turca (in turco Trabzon), da lui ritenuta una delle più belle del mondo. Nata dopo quattro fratelli maschi, cominciò ad essere chiamata "Ondina" in seguito ad un errore di un giornalista che scrisse Trebitonda invece di Trebisonda. Da allora qualcuno iniziò a chiamarla Trebit-ondina e quindi semplicemente Ondina. Ma i genitori iniziarono a chiamarla così solo dopo i Giochi olimpici di Berlino.
Ondina Valla si fece notare sin da giovanissima per la sua grinta e le sue doti atletiche. Ai campionati studenteschi bolognesi rivaleggiò con la concittadina e compagna di scuola Claudia Testoni, che sarebbe stata la sua antagonista per tutta la carriera sportiva, e amica per tutta la vita. A tredici anni Ondina Valla era già considerata una delle grandi protagoniste dell'atletica leggera italiana. L'anno dopo divenne campionessa italiana assoluta e fu convocata in nazionale, quando indossava già i colori della Virtus Atletica Bologna.
Convocata per i Giochi olimpici di Los Angeles 1932, fu invece esclusa su pressione del Vaticano che giudicava sconveniente che una sedicenne affrontasse, unica donna in una spedizione totalmente maschile, il viaggio transoceanico.

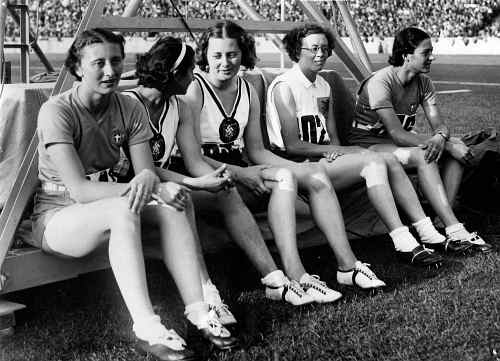
Ondina Valla (la prima a sinistra) prima della finale degli 80 metri ostacoli ai Giochi olimpici di

Era un'atleta versatile, che otteneva eccellenti risultati nelle gare di velocità, negli ostacoli e nei salti. Divenne presto una delle beniamine del pubblico italiano. Il governo fascista la elesse ad esempio della sana e robusta gioventù nazionale. La stampa la definì Il sole in un sorriso.
Il più importante risultato della sua carriera fu l'oro ai Giochi olimpici del 1936 a Berlino negli 80 metri ostacoli. Il 5 agosto vinse la semifinale con il tempo di 11"6, che le valse anche il record mondiale. Il giorno dopo si disputò la finale; l'arrivo fu serrato, con ben quattro atlete piombate assieme sul traguardo. Non ci furono dubbi sulla vittoria della Valla, prima con 11"7, ma fu necessario ricorrere al fotofinish per stabilire l'ordine di arrivo per le inseguitrici. La sua rivale di sempre, Claudia Testoni, si ritrovò quarta, fuori dal giro medaglie. Qualche giorno dopo le due, insieme alla Bongiovanni e alla Bullano, conquistano anche il quarto posto nella staffetta 4×100 metri.
L'oro olimpico le diede immensa popolarità nell'Italia fascista, divenendo un simbolo per le ragazze italiane. La gara di Berlino, inoltre, fece sì che nel regime si ammorbidisse, pur senza venire meno del tutto, l'ostilità alla partecipazione delle donne alle attività sportive. Il governo iniziò a servirsi delle competizioni femminili per ragioni di propaganda e per esaltare la forza della "razza italiana", come già faceva per i successi degli atleti di sesso maschile.
Inoltre, con quella vittoria la Valla divenne, all'età di 20 anni e 78 giorni, la più giovane atleta italiana a vincere un oro olimpico, record rimasto imbattuto fino al 2004.
Nel 1937 stabilì con la misura di 1,56 m il primato nazionale nel salto in alto, che mantenne fino al 1955, quando fu superato per un centimetro da Paola Paternoster. Dopo le Olimpiadi Valla fu costretta a rallentare l'attività agonistica per un problema alla schiena, rivelatosi in seguito una spondilosi vertebrale. Continuò a gareggiare fino ai primi anni quaranta, ottenendo tre vittorie ai Giochi mondiali dello sport universitario di Tokyo e 15 titoli nazionali. Nel 1952 partecipò ai campionati abruzzesi nel getto del peso, classificandosi seconda, e nel lancio del disco, ottenendo il primo posto.
Dopo aver abbandonato l'attività agonistica, sposò Guglielmo De Lucchi con il quale, negli anni cinquanta, si trasferì nel capoluogo abruzzese. Nel 1978 subì il furto della medaglia d'oro di Berlino. Nel 1984 Primo Nebiolo, allora presidente della Federazione Italiana di Atletica Leggera, le donò una riproduzione della medaglia rubata.
Morì all'età di 90 anni nel 2006 per cause naturali nella sua abitazione a L'Aquila, dove si era trasferita nel 1954 con il marito Guglielmo De Lucchi. Rimasta vedova, l'ex-campionessa viveva con il figlio Luigi.

## Palmarès

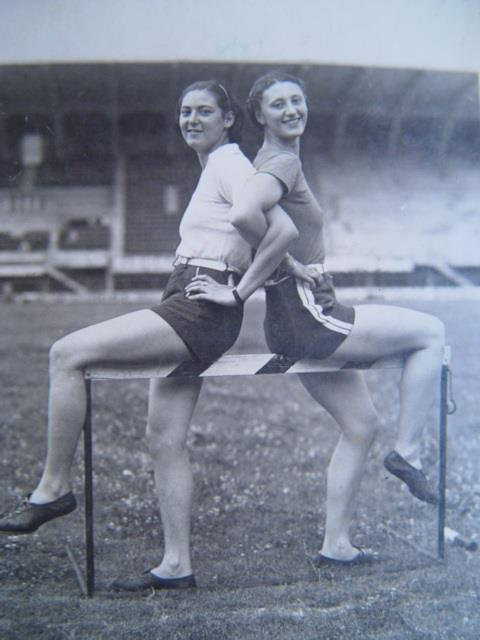
Claudia Testoni e Ondina Valla

| Anno | Manifestazione  | Sede    | Evento  | Risultato | Prestazione | Note |
| ---- | --------------- | ------- | ------- | --------- | ----------- | ---- |
| 1936 | Giochi olimpici | Berlino | 80 m hs | Oro       | 11"7 m      |      |
| 1936 | Giochi olimpici | Berlino | 4×100 m | 4ª        | 48"7 m      |      |

## Campionati nazionali
- 1 volta campionessa nazionale assoluta dei 60 m piani (1932)
- 2 volte campionessa nazionale assoluta dei 100 m piani (1933, 1936)
- 6 volte campionessa nazionale assoluta degli 80 m ostacoli (1930, 1931, 1932, 1933, 1934, 1937)
- 1 volta campionessa nazionale assoluta della staffetta 4×100 m (1934)
- 5 volte campionessa nazionale assoluta del salto in alto (1930, 1931, 1933, 1937, 1940)
- 1 volta campionessa nazionale assoluta del salto in alto da fermo (1930)
- 1 volta campionessa nazionale assoluta del pentathlon (1935)

## Riconoscimenti
- È stata inserita nella Hall of Fame della FIDAL.[9]
- Nel maggio 2015, una targa dedicata a Ondina Valla fu inserita nella Walk of Fame dello sport italiano al parco olimpico del Foro Italico a Roma, riservata agli ex-atleti italiani che si sono distinti in campo internazionale.[10][11]
- Il 26 marzo 2018 una via di Milano è stata intitolata a Ondina Valla per essere stata la prima donna italiana vincitrice di una medaglia d'oro ai Giochi olimpici.[12]
- Il 16 luglio 2019 l'ex Ostello della gioventù in viale delle Olimpiadi a Roma è stata intitolata a Ondina Valla.[13]
- Il comune dell'Aquila le ha intitolato la piscina comunale.[14]
- Una quercia le è intitolata presso lo stadio del Littoriale.[15]
- Nel 2009 una lapide sulla sua casa in Via della Ferriera 16 è stata posta a ricordo dal Comune di Bologna e dal Coni.[15]